# Romana Miller
Romana Miller (ur. 12 grudnia 1906 w Warszawie, zm. 12 lipca 1983 w Gdańsku) – pedagog, teoretyk wychowania, profesor Uniwersytetu Gdańskiego w Gdańsku, współtwórczyni powojennego środowiska gdańskiej pedagogiki.

## Życiorys i kariera akademicka
Romana Miller urodziła się w Warszawie. Maturę uzyskała w żeńskim gimnazjum Władysława Kunickiego w Lublinie w 1923 r. Następnie studiowała filozofię w Uniwersytecie Poznańskim. Interesowała się sztukami plastycznymi i zagadnieniami estetyki. Ukoronowaniem jej edukacji w Poznaniu był obroniony przez nią w roku 1928 doktorat na podstawie rozprawy „O doznawaniu estetycznym”, pisany pod kierunkiem prof. Michała Sobeskiego. Kontynuowała naukę w Instytucie Pedagogicznym w Wiedniu jako stypendystka.
Po powrocie do kraju uczyła w Seminarium Nauczycielskim w Białymstoku, a następnie pracowała w Państwowym Pedagogium w Warszawie. To wtedy zdała egzaminy magisterski z pedagogiki i uzyskała kwalifikacje nauczycielskie. Jej praca magisterska pt. „Praca domowa ucznia” została wydana przez Naukowe Towarzystwo Pedagogiczne w 1937 r.
W czasie wojny zaangażowała się w tajne nauczanie, jak i w pracę społeczną w ramach Stołecznego Komitetu Pomocy Dzieciom i Młodzieży oraz w Dziale Opieki nad Dziećmi Rady Głównej Opiekuńczej. W wyniku wydarzeń wojennych i wybuchu Powstania Warszawskiego znalazła się w obozie w Pruszkowie. Tuż po wyzwoleniu w 1945 pracowała jako nauczycielska w wiejskiej szkole w Nieświniu. Jednak we wrześniu 1945 r. podjęła pracę w Państwowym Pedagogium w Gdańsku–Oliwie.
Wkrótce, czyli w roku 1946, przekształcono tę instytucję w Wyższą Szkołę Pedagogiczną, gdzie Romana Miller prowadziła wykłady z pedagogiki, pełniła funkcję kierownika Katedry Pedagogiki i przewodniczyła Komisji Naukowo-Pedagogicznej. W latach 1960 – 1963 była dziekanem Wydziału Humanistycznego. Tytuł profesora nadzwyczajnego nauk humanistycznych uzyskała w 1966 r., zaś profesorem zwyczajnym stała się w roku 1974.
Gdy powstał Uniwersytet Gdański w roku 1970 z połączenia Wyższej Szkoły Ekonomicznej w Sopocie (założonej w 1945 jako Wyższa Szkoła Handlu Morskiego) i Wyższej Szkoły Pedagogicznej w Gdańsku (1946) pełniła funkcję kierownika Zakładu Pedagogiki oraz kierowała studium doktoranckim (1971–1977). Była równocześnie kuratorem prac badawczych Studenckiego Naukowego Koła Pedagogów.

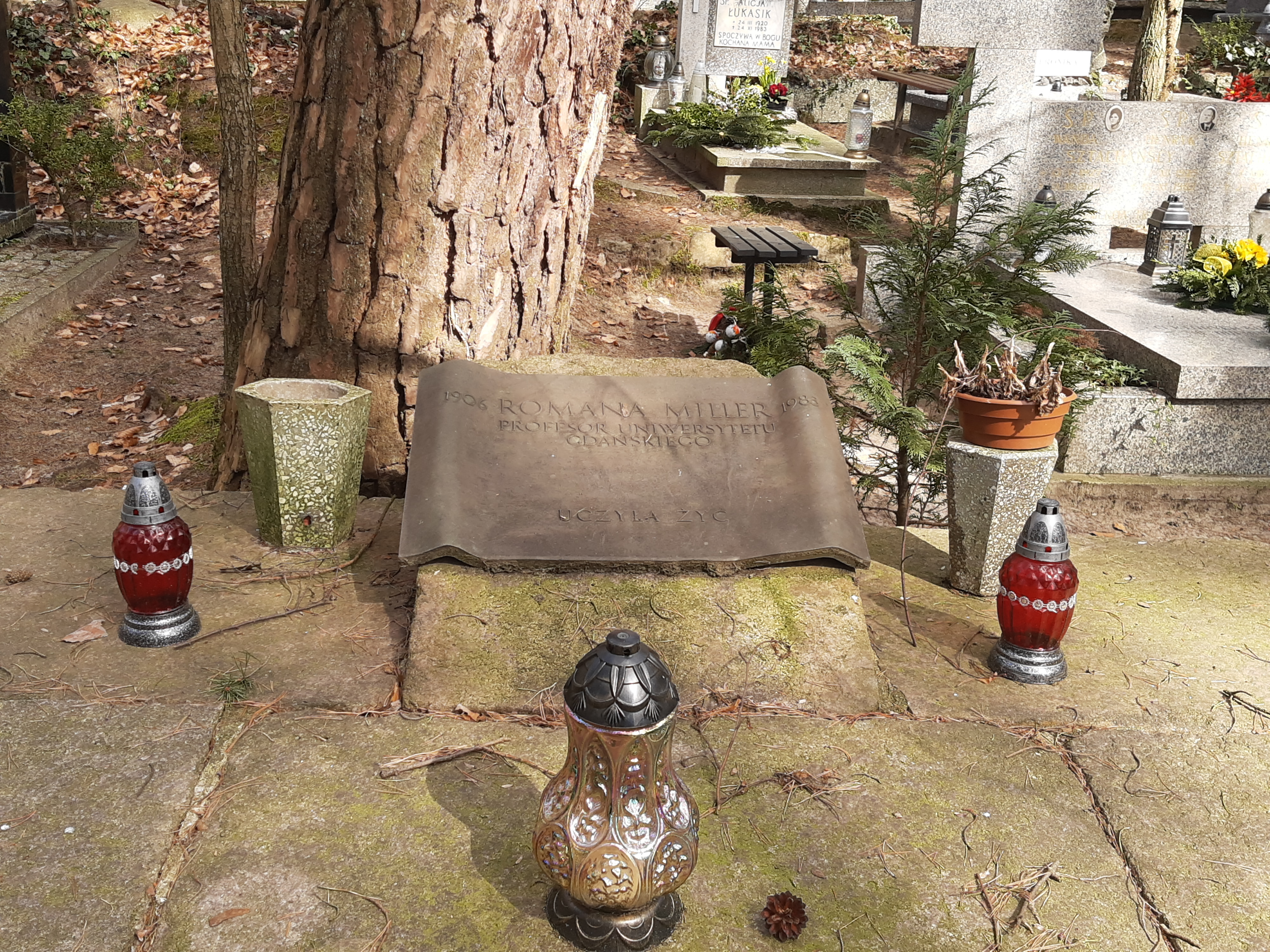
Grób prof. Romany Miller na cmentarzu komunalnym w Sopocie

Zmarła na raka 12 lipca 1983 r. pozostawiająca obok licznych prac naukowych i legendy jednego z trzech filarów gdańskiej pedagogiki wraz z Kazimierzem Sośnickim i Ludwikiem Bandurą, „Dziennik życia” prowadzony od października 1967 r. Pochowana na cmentarzu komunalnym w Sopocie (kwatera N1-H-6).

## Dorobek naukowy
W Instytucie Pedagogiki UG istnieje wciąż żywa debata na temat roli Romany Miller w pedagogice. Entuzjaści wskazują ją jako filar gdańskiej pedagogiki powojennej (1945–1989) obok prof. Ludwika Bandury i prof. Kazimierza Sośnickiego. Profesorowie ci nie dożyli przełomu z 1989 r., zaś lukę po ich odejściu zapełniają tacy profesorowie jak np. prof. Tomasz Szkudlarek, wytyczający nowe drogi rozwoju myśli pedagogicznej. Sceptycy krytykują wszechobecny mit wielkiej Romany Miller, który pielęgnuje się zamiast rozwijania nowych poszukiwań we współczesnej pedagogice. I taką, lekko spolaryzowaną ocenę dorobku R. Miller można było usłyszeć na konferencji z roku 2002 zorganizowanej na temat trzech powojennych profesorów - pedagogów oraz taki wydźwięk mają materiały pokonferencyjne opublikowanych w Gdańskie rodowody pedagogiczne, Gdańsk 2004. Prawdą jest, że książka R. Miller z roku 1981 Socjalizacja - wychowanie - psychoterapia stanowi nadal aktualną lekturę akademicką na wielu zajęciach pedagogicznych. Istnieje wciąż żywa pamięć o osobie profesorki pielęgnowana przez jej uczennice, np. prof. Ewę Rodziewicz. Mimo to wciąż nie powstała poważana biografia R. Miller na podstawie źródeł i dokumentów.
Miller przyczyniła się do zmodernizowania i poszerzenia koncepcji wychowania, jak i samego przedmiotu badań pedagogicznych, wskazując na socjalizację i opracowując to pojęcie w nowatorski sposób.
Ocenę dorobku pedagogicznego uczonej wyraził Zbigniew Kwieciński pisząc:

"Profesor Romana Miller śmiało i wielokrotnie przekraczała granice szkołocentryczności pedagogiki.(...) Wydaje się, że była najbardziej nowoczesnym humanistą pośród aktywnych badawczo pedagogów akademickich swojego pokolenia, uczoną poszukującą zrozumienia procesów socjalizacji, rozwoju i personalizacji z zastosowaniem różnych podejść teoretycznych. (...)Profesor Romana Miller zostawiła po sobie dzieło niedomknięte, otwarte, zachęcające do kontynuacji pytań trudnych, metod niekonwencjonalnych, eksploracji obszarów niezbadanych, dzieło do odczytywania na nowo z różnych perspektyw.

## Publikacje książkowe
- Praca domowa ucznia, Warszawa 1937
- U progu młodości, Warszawa 1964
- Proces wychowania i jego wyniki, Warszawa 1966
- Socjalizacja – wychowanie – psychoterapia, Warszawa 1981

## Odznaczenia
- Medal Komisji Edukacji Narodowej (1969)[5]